# مارشام (أين)
مارشام (بالفرنسية: Marchamp)‏ هي بلدية فرنسية تقع في إقليم الأين في فرنسا. رمز إنسي لها هو:1233. أما الرمز البريدي لها فهو: 1680.